# Israel en los Juegos Olímpicos de Los Ángeles 1984
Israel estuvo representado en los Juegos Olímpicos de Helsinki 1952 por un total de 32 deportistas, 24 hombres y 8 mujeres, que compitieron en 11 deportes.
La portadora de la bandera en la ceremonia de apertura fue la atleta Zehava Shmueli. El equipo olímpico israelí no obtuvo ninguna medalla en estos Juegos.